# Кулаковский, Алексей Елисеевич
Кулаковский Алексей Елисеевич (якут. Өксөкүлээх Өлөксөй; 4 (16) марта 1877, 4-й Жохсогонский наслег, Ботурусский улус, Якутская область — 6 июня 1926, Москва) — якутский писатель, поэт, основоположник якутской литературы, просветитель, философ-гуманист, первый последовательный исследователь истории и культуры Якутии в таких фундаментальных научных областях, как экономика и социология, естествознание и этнография, этнопсихология и мифология; автор концептуальных научных открытий по языкознанию, литературоведению и фольклористике, человек, наделенный даром провидения.

## Биография
Алексей Кулаковский родился 4 (16) марта 1877 года в 4-м Жехсогонском наслеге Ботурусского улуса (ныне Таттинского) Якутской области в традиционной патриархальной семье якутов среднего достатка Елисея Васильевича и Анастасии Николаевны Кулаковских третьим ребёнком. Семья считалась зажиточной.В становлении личности А.Кулаковского, помимо родителей, сыграли большую роль дед и бабушка по материнской линии — Николай Алексеевич, Ирина Алексеевна Собакины и старший брат Иван Елисеевич Кулаковский. У деда Алексей воспитывался до девяти лет. Он же, будучи грамотным, обучил внука чтению и письму, а также элементарной арифметике. А бабушка долгими зимними вечерами загадывала ему загадки, рассказывала сказки. Её речь изобиловала пословицами и поговорками. Брат создал в семье атмосферу творческого духа. По мнению современников, Иван был великолепным импровизатором с сильным голосом и глубоким дыханием.
А. Е. Кулаковскому удалось получить хорошее образование. В 1886—1890 гг. он учился в Чурапчинской инородческой школе. В 13 лет, окончив с отличием школу, продолжил учёбу в Якутском духовном училище, где проучился один год. Далее он окончил реальное училище в Якутске в 1897 году. Начал трудовую деятельность в должности помощника письмоводителя Ботурусской инородной управы. Начиная с 1910 года А. Е. Кулаковский работал учителем в разных улусах. В годы революции и гражданской войны А. Е. Кулаковский находился на Севере. В августе 1917 года был назначен комиссаром Временного правительства по Верхоянскому округу. В 1920 году, когда в Якутии установилась советская власть, А. Е. Кулаковский получил возможность продолжить работу в качестве учителя и заняться наукой. В 1920—1921 гг. он работал учителем в Качикатцах и Черкехе. В октябре 1921 г. А. Е. Кулаковский, как сотрудник подотдела исследования Сибири Якутского губревкома, получил открытый лист, дающий право проезда по территории всей области для сбора научного материала и в конце декабря сдал уполномоченному подотдела Г. А. Попову свой труд «Материалы для изучения верований якутов». Назначался особоуполномоченным временного якутского областного народного управления (ВЯОНУ). В августе 1924 г. был назначен преподавателем якутского языка в педагогический техникум, а также утвержден членом Литературно-переводческой комиссии. Кулаковского назначали заведующим литературно-художественной секцией Наркомпроса Якутской АССР, сотрудником Якутского краевого географического общества. Вместе с А. Софроновым, П. Ойунским, А. Бояровым он стал организатором научно-исследовательского общества «Саха кэскилэ», работал в составе вновь организованного Комитета помощи малым народам Севера при ЯЦИК.
А. Е. Кулаковский посетил практически все уголки громадной Якутии, изучая родной край, его природу, этнографию, экономику. Большую часть своей сознательной жизни посвятил духовному развитию народа, видя в нём единственную возможность улучшения жизни.
В декабре 1925 года выехал делегатом от Якутской АССР на I тюркологический съезд в Баку. По пути заболел, умер от болезни в Москве 6 июня 1926 года. Похоронен в Москве на Даниловском кладбище.

## Творчество
Первые произведения Кулаковского были написаны в 1897 году на русском языке — «Вправе ли русские гордиться своим именем?» и «Главнейшие достоинства поэзии Пушкина». В 1900 году им было написано первое в якутской литературе поэтическое произведение «Байанай алгыһа» (Благословение Баяная). В 1900—1910-е годы Кулаковским были написаны поэмы «Саха дьахталларын мэтириэттэрэ» (Портреты якутских женщин), «Бүлүүлүү үҥкүү» (Вилюйский танец), «Сүүһүн туолбут эмээхсин ырыата» (Песня столетней старухи), «Кэччэгэй баай» (Скупой богач), «Өрүс бэлэхтэрэ» (Дары реки), «Төрүү илигиттэн түҥнэри төлкөлөөх» (Проклятый до рождения), «Кырасыабай кыыс» (Красивая девушка) и другие. В своих произведениях Кулаковский поднимает вопросы дружбы народов, необходимости просвещения, осуждает царизм, якутских тойонов, бесправие женщин. Все эти произведения были опубликованы только в начале-середине 1920-х годов.
В начале 1920-х годов Кулаковский написал поэму «Сайын кэлиитэ» (Наступление лета) и ряд стихотворений, в которых он воспевал советскую власть.
По масштабности, философскому складу содержания и образности языка вершиной творчества Кулаковского считается поэма «Ойуун түүлэ» (Сон шамана).
Одной из ключевых тем его деятельности и жизни была проблема выживания, сохранения и развития якутского народа, которые можно решить при культурном переустройстве жизни народа. В результате скрупулёзного исследования проблемы А. Е. Кулаковский пришел к выводу, что в существующих условиях повышение социально-экономического уровня Якутии возможно только при подъёме культуры, духовности народа, то есть при «культивизации общества». Реализуя свои замыслы, А. Е. Кулаковский в 1912 г. пишет послание «Якутской интеллигенции».
«… В письме он выдвигает практические идеи по увеличению численности школ, введению якутской письменности, созданию якутской литературы, по борьбе с пьянством, курением и картежной игрой…
„Действуйте и агитируйте единственную в пользу и ради культуры, насаждение которой стало в нашем веке злободневной необходимостью“, — призывает он в своем письме якутскою интеллигенцию…» — пишет М. Николаев, первый Президент Республики Саха (Якутия).

## Вклад в науку
В своих работал А. Е. Кулаковский продемонстрировал всю глубину и многообразие якутского художественного сознания и философской мысли. Им обработаны и систематизированы ценнейшие источники для изучения верования якутов: народные легенды и предания историко-этнографического характера. Особое значение имеют работы по якутскому языку и фольклору. Собрал и обработал на якутском, русском и латинском языках большой материал «Виды животного и растительного царств, известные якутам», тем самым первым в Сибири создал научную классификацию флоры и фауны. Ввел в научный оборот якутские названия животных и растений и внес свой вклад в биологическую терминологию. Он описал народнохозяйственное значение основных видов животных. Выясняя особенности и общие признаки каждого вида, поставил ряд проблем биогеографического и экологического направления. Научный и практический интерес представляют статьи А. Е. Кулаковского о климатических изменениях в Якутии, о способах выживания и адаптации в экстремальных ситуациях, помещенные в 1925 г. в газете «Автономная Якутия» («Грядущая гидра», «Как бороться с малым разливом речек», «Некоторые способы борьбы с неурожаем и его последствиями», «Гидра идет», «Как образовать сенные запасы» и др.).

## Память

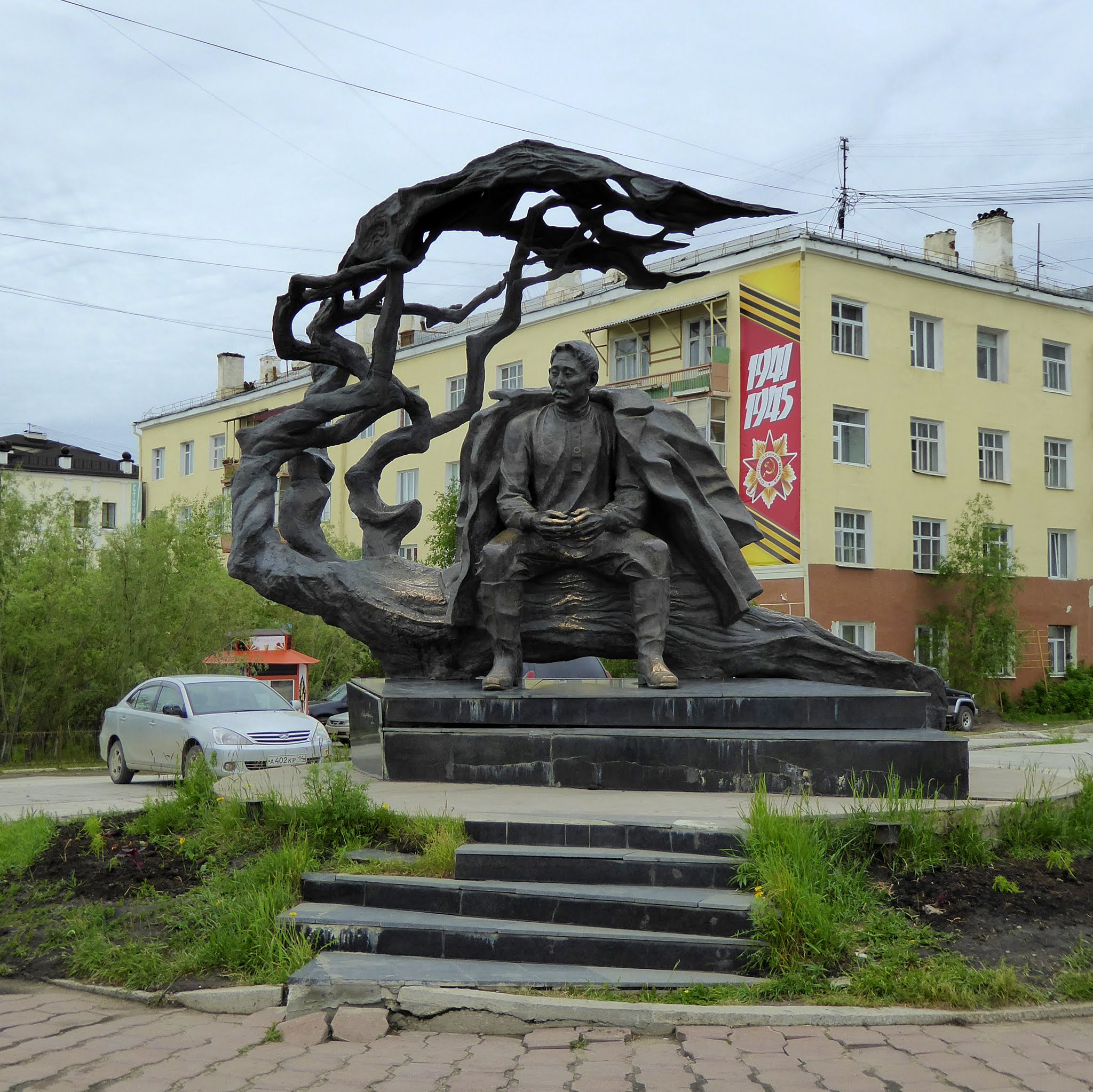
Памятник в Якутске

М. Е. Николаев воплощая идеи А. Е. Кулаковского, придавая им новое, актуальное содержание, опираясь на его фундаментальные идеи создавал новую Республику Саха (Якутия) в составе Российской Федерации.
- Указом Президента Республики Саха (Якутия) М. Е. Николаева от 3 марта 1992 года учреждена Государственная премия имени А. Е. Кулаковского за выдающуюся подвижническую общественную деятельность по возрождению духовной культуры народов Якутии.
- В 2002 году на площади Дружбы народов в Якутске установлен памятник Кулаковскому.
- Имя А. Е. Кулаковского присвоено: — Жохсогонской общеобразовательной школе Таттинского улуса; — Центру культуры в Якутске; — улицам в городах Якутске, Вилюйске.
- Распоряжением Президента Республики Саха (Якутия) М. Е. Николаева 2002 год объявлен Годом А. Е. Кулаковского.
- Присвоено имя А. Е. Кулаковского Республиканскому центру культуры и искусства (ныне Дом дружбы народов имени А. Е. Кулаковского).
- В 2010 году Открыт Научно-исследовательский институт А. Е. Кулаковского СВФУ им. М. К. Аммосова.
- 25 мая 2022 года прошел республиканский симпозиум «А. Е. Кулаковский — духовный лидер Якутии», посвящённый 145-летию основоположника якутской литературы, просветителя, мыслителя А. Е. Кулаковского и 110-летию письма «Якутской интеллигенции».
- Указом Главы Республики Саха (Якутия) А. С. Николаева от 25 мая 2022 года № 2461 «О 150-летии со дня рождения А. Е. Кулаковского» 2023—2027 годы в Республике Саха (Якутия) объявлены пятилетием Алексея Елисеевича Кулаковского-Өксөкүлээх Өлөксөй.Симпозиум «А. Е. Кулаковский — духовный лидер Якутии»

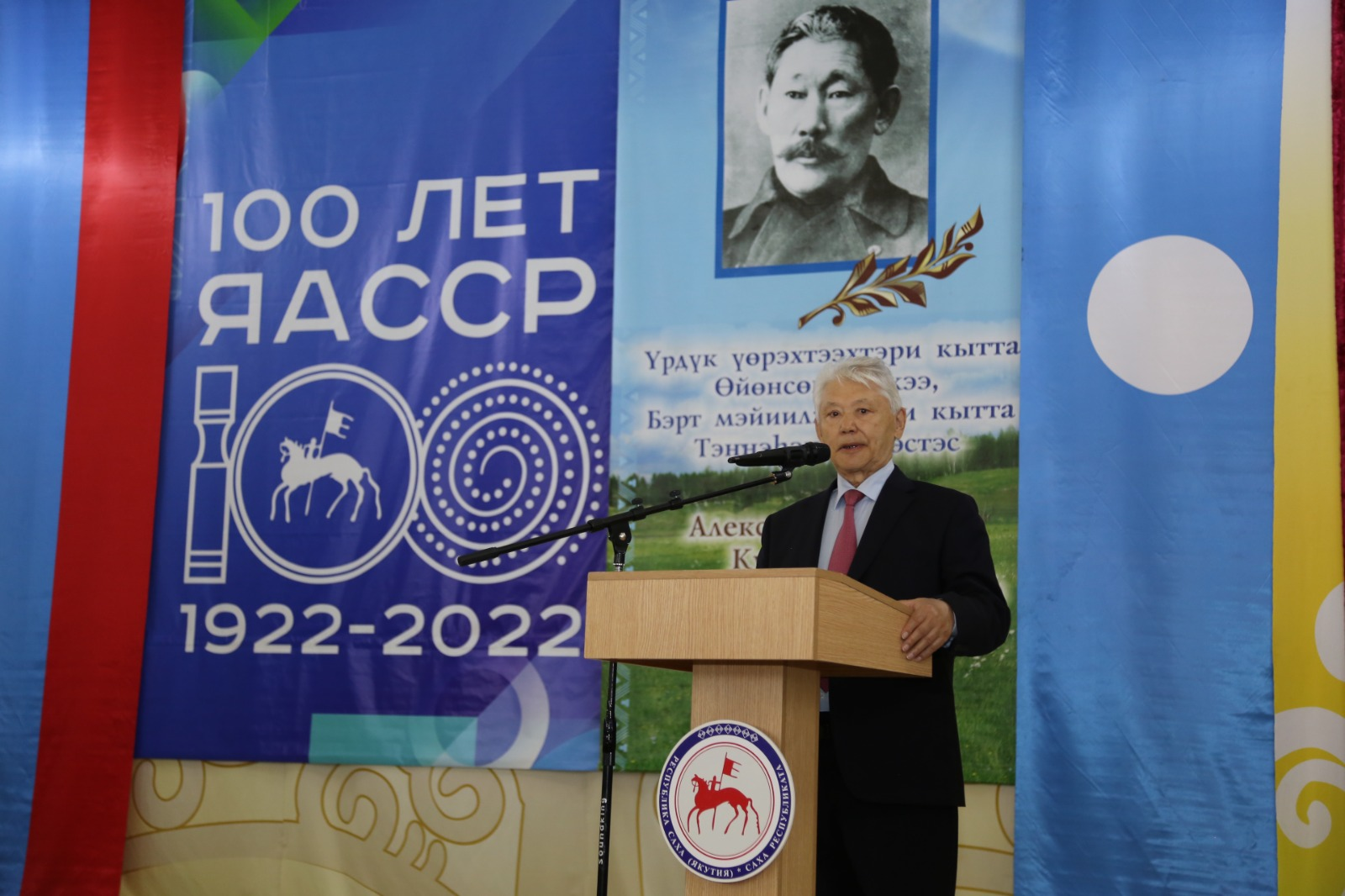
Симпозиум «А. Е. Кулаковский — духовный лидер Якутии»

- 16 марта ежегодно в Якутии отмечается день рождения выдающего сына народа саха, основоположника якутской письменной литературы, просветителя, мыслителя, собирателя якутского фольклора и языка, пророка Алексея Елисеевича Кулаковского-Өксөкүлээх Өлөксөй — проходит народная акция «Свет Кулаковского — Өксөкүлээх сардаҥата». 16 марта ежегодно в Якутии будет отмечаться день рождения выдающего сына народа саха, основоположника якутской литературы, просветителя, мыслителя, одного из первых учителей Якутии, собирателя якутского фольклора и языка, Алексея Елисеевича Кулаковского — Өксөкүлээх Өлөксөй. Традиция празднования Дня Кулаковского учреждена Сетью Президентских школ РС(Я) и Николаев-центр, библиотека-архив первого Президента Михаила Ефимовича Николаева. В День Кулаковского в каждом доме, школе, высших и средних учебных заведениях, учреждениях и предприятиях, домах культуры в 10 утра зажигается «живая» свеча — Свет Кулаковского «Өксөкүлээх Сарданата» и проводятся мероприятия, направленные на изучение трудов А. Е. Кулаковского и обсуждение вопросов развития родной республики, великой России и роли, места народа саха. В этот день мы не просто отдаем дань уважения жизненному подвигу основоположника якутской литературы, просветителя, мыслителя, одного из первых учителей Якутии, собирателя якутского фольклора и языка, гения, наделенного даром провидения Алексея Елисеевича Кулаковского, а как сказал Первый Президент Республики Саха Михаил Ефимович Николаев: «смотрим в будущее». Традиция празднования Дня Кулаковского учреждена Сетью школ Первого Президента Республики Саха (Якутия) М. Е. Николаева и Николаев-Центром, библиотекой-архивом первого Президента Республики Саха (Якутия) М. Е. Николаева при личном участии и инициативе М. Е. Николаева. В 2022 году в акции приняло участие более 316 тыс.человек, а в 2023 г. все жители Якутии и выходцы Якутии, проживающие в разных странах мира.

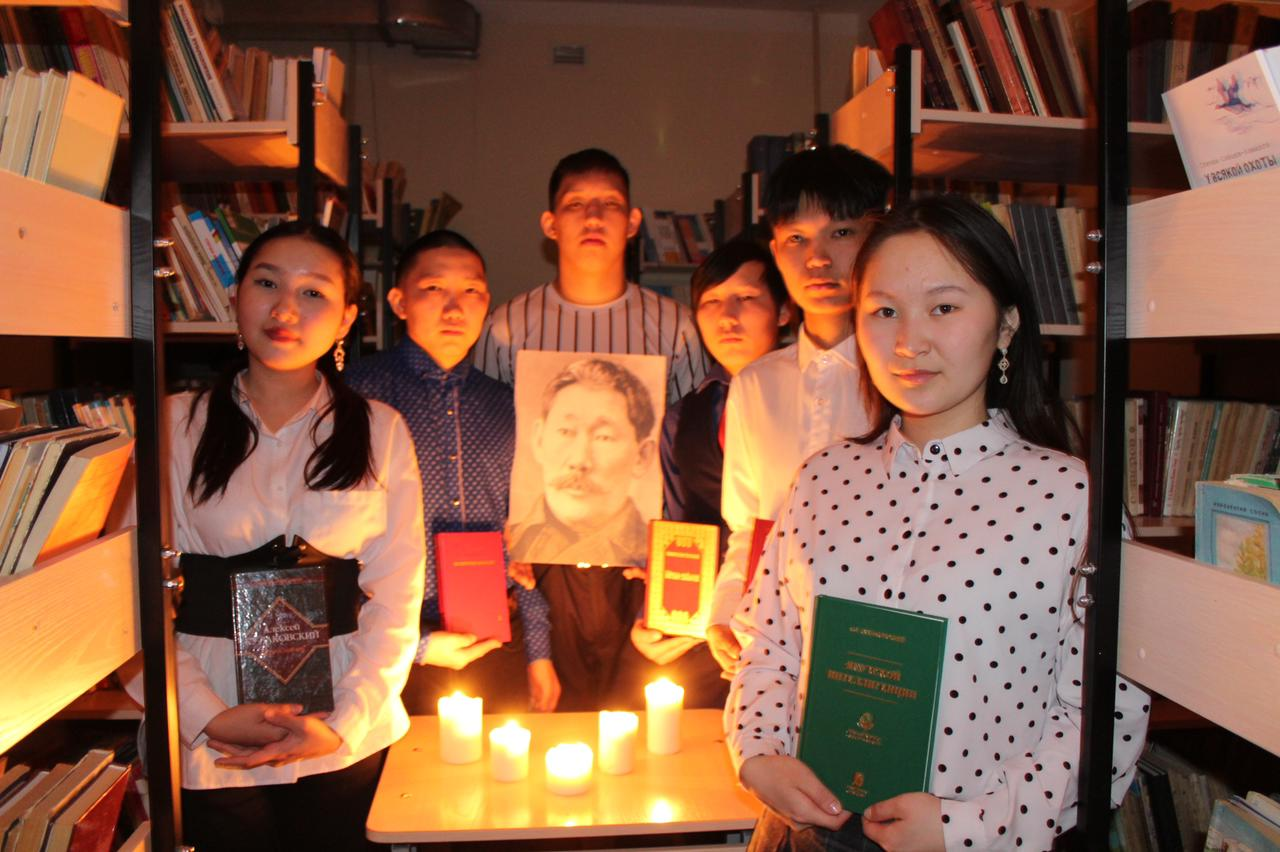
Свет Кулаковского — Өксөкүлээх сардаҥата

- Свет Кулаковского — Өксөкүлээх сардаҥатаАкция «СВЕТ КУЛАКОВСКОГО» «…всю жизнь Алексей Елисеевич Кулаковский провел непосредственно в гуще народной жизни, исколесил родную Якутию вдоль и поперек, научно исследуя язык, этнографию, историю своего народа. Потому был кровь от крови, плоть от плоти своего народа саха „природным якутом“…» — М. Е. Николаев, первый Президент Республики Саха (Якутия)